# Labécède-Lauragais
Labécède-Lauragais  est une commune française, située dans le Nord-Ouest du département de l'Aude en région Occitanie.
Sur le plan historique et culturel, la commune fait partie du Lauragais, l'ancien « Pays de Cocagne », lié à la fois à la culture du pastel et à l’abondance des productions, et de « grenier à blé du Languedoc ». Exposée à un climat océanique altéré, elle est drainée par le ruisseau de Bassens, le ruisseau de Glandes, l'Argentouire, le ruisseau de Rouzilhac et par divers autres petits cours d'eau. La commune possède un patrimoine naturel remarquable composé de quatre zones naturelles d'intérêt écologique, faunistique et floristique.
Labécède-Lauragais est une commune rurale qui compte 419 habitants en 2022, après avoir connu un pic de population de 1 205 habitants en 1841. Elle fait partie de l'aire d'attraction de Castelnaudary. Ses habitants sont appelés les Labécédois ou  Labécédoises.

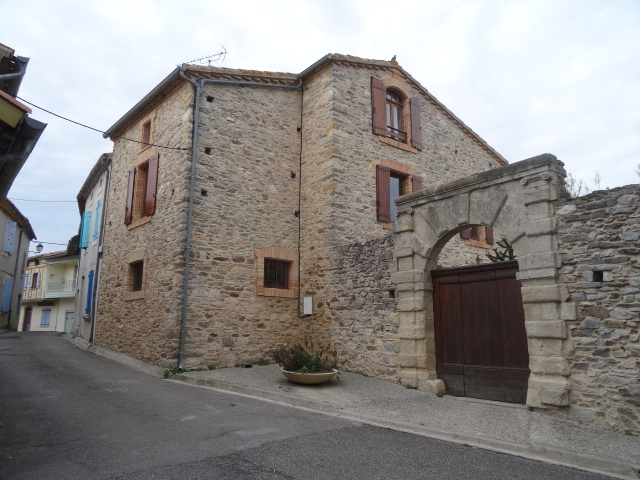
Portail de l'ancien château, XVIIe siècle.

Le patrimoine architectural de la commune comprend deux  immeubles protégés au titre des monuments historiques : le château, inscrit en 1948, et le centre national de vol à voile de la Montagne Noire, inscrit en 2009.

## Géographie

### Localisation
Commune de l'aire urbaine de Castelnaudary située dans la montagne Noire en Lauragais. C'est une commune limitrophe avec le département de la Haute-Garonne et proche du département du Tarn.

### Communes limitrophes
Les communes limitrophes sont  Issel, La Pomarède, Les Brunels, Saint-Papoul, Vaudreuille et Verdun-en-Lauragais.
|                               | Vaudreuille (Haute-Garonne) | Les Brunels         |
| La Pomarède                   | Labécède-Lauragais          | Verdun-en-Lauragais |
| Tréville (par un quadripoint) | Issel                       | Saint-Papoul        |

### Hydrographie
La commune est pour partie dans le bassin de la Garonne, au sein du bassin hydrographique Adour-Garonne, et pour partie dans la région hydrographique « Côtiers méditerranéens », au sein du bassin hydrographique Rhône-Méditerranée-Corse. Elle est drainée par le ruisseau de Bassens, le ruisseau de Glandes, le ruisseau de l'Argentouire, le ruisseau de Rouzilhac, Rec Grand, le ruisseau de Mounoy, le ruisseau d'en Roujou, le ruisseau de Poutou, le ruisseau des Ourliacs et par divers petits cours d'eau, qui constituent un réseau hydrographique de 23 km de longueur totale,.
Le ruisseau de Bassens, d'une longueur totale de 13,7 km, prend sa source dans la commune et s'écoule vers le sud. Il traverse la commune et se jette dans le Fresquel à Saint-Martin-Lalande, après avoir traversé 5 communes.
Le ruisseau de Glandes, d'une longueur totale de 12,8 km, prend sa source dans la commune et s'écoule vers le sud. Il traverse la commune et se jette dans le Fresquel à Castelnaudary, après avoir traversé 4 communes.
Le ruisseau de l'Argentouire, d'une longueur totale de 16,3 km, prend sa source dans la commune des Brunels et s'écoule vers le sud. Il traverse la commune et se jette dans le Fresquel à Saint-Papoul, après avoir traversé 5 communes.

### Climat
Pour des articles plus généraux, voir Climat de l'Occitanie et Climat de l'Aude.
En 2010, le climat de la commune est de type climat océanique altéré, selon une étude s'appuyant sur une série de données couvrant la période 1971-2000. En 2020, Météo-France publie une typologie des climats de la France métropolitaine dans laquelle la commune est toujours exposée à un climat océanique altéré et est dans la région climatique Aquitaine, Gascogne, caractérisée par une pluviométrie abondante au printemps, modérée en automne, un faible ensoleillement au printemps, un été chaud (19,5 °C), des vents faibles, des brouillards fréquents en automne et en hiver et des orages fréquents en été (15 à 20 jours).
Pour la période 1971-2000, la température annuelle moyenne est de 12,7 °C, avec une amplitude thermique annuelle de 15,8 °C. Le cumul annuel moyen de précipitations est de 874 mm, avec 9,9 jours de précipitations en janvier et 6 jours en juillet. Pour la période 1991-2020, la température moyenne annuelle observée sur la station météorologique installée sur la commune est de 13,2 °C et le cumul annuel moyen de précipitations est de 881,2 mm,. Pour l'avenir, les paramètres climatiques de la commune estimés pour 2050 selon différents scénarios d'émission de gaz à effet de serre sont consultables sur un site dédié publié par Météo-France en novembre 2022.
| Mois                                  | jan.          | fév.           | mars          | avril         | mai           | juin          | jui.          | août          | sep.          | oct.          | nov.          | déc.          | année      |
| ------------------------------------- | ------------- | -------------- | ------------- | ------------- | ------------- | ------------- | ------------- | ------------- | ------------- | ------------- | ------------- | ------------- | ---------- |
| Température minimale moyenne (°C)     | 2,9           | 2,9            | 5,1           | 7,6           | 10,3          | 13,8          | 15,9          | 15,9          | 13,4          | 10,7          | 6,8           | 4             | 9,1        |
| Température moyenne (°C)              | 5,6           | 6,2            | 8,9           | 11,9          | 14,8          | 18,9          | 21,4          | 21,5          | 18,4          | 14,5          | 9,6           | 6,9           | 13,2       |
| Température maximale moyenne (°C)     | 8,4           | 9,5            | 12,7          | 16,1          | 19,3          | 24            | 26,9          | 27,1          | 23,4          | 18,3          | 12,4          | 9,7           | 17,3       |
| Record de froid (°C) date du record   | −7,6 19.01.17 | −11,7 08.02.12 | −5,9 10.03.10 | −1,8 03.04.22 | 0,1 04.05.10  | 6,6 01.06.11  | 10,2 16.07.16 | 9,7 17.08.14  | 5,4 27.09.07  | 0,3 21.10.07  | −4,4 16.11.07 | −7,3 26.12.10 | −11,7 2012 |
| Record de chaleur (°C) date du record | 18,7 01.01.22 | 22,4 27.02.19  | 22,8 14.03.12 | 27,1 09.04.11 | 29,7 25.05.17 | 38,3 17.06.22 | 37,8 16.07.22 | 40,8 23.08.23 | 32,4 11.09.22 | 31,4 09.10.23 | 23,1 15.11.15 | 20,5 31.12.21 | 40,8 2023  |
| Précipitations (mm)                   | 91,8          | 59,4           | 81            | 98,5          | 105,9         | 73,5          | 46,8          | 47,6          | 48,9          | 75,2          | 82,3          | 70,3          | 881,2      |

### Milieux naturels et biodiversité
L’inventaire des zones naturelles d'intérêt écologique, faunistique et floristique (ZNIEFF) a pour objectif de réaliser une couverture des zones les plus intéressantes sur le plan écologique, essentiellement dans la perspective d’améliorer la connaissance du patrimoine naturel national et de fournir aux différents décideurs un outil d’aide à la prise en compte de l’environnement dans l’aménagement du territoire. Deux ZNIEFF de type 1 sont recensées sur la commune :le « bois de Chêne tauzin de Mounoy » (60 ha), et le « bois des Mousques » (130 ha), couvrant 2 communes du département et deux ZNIEFF de type 2, : 
- la « montagne Noire occidentale » (24 257 ha), couvrant 26 communes dont 25 dans l'Aude et 1 dans le Tarn[16] ;
- la « montagne Noire (versant Nord) » (31 971 ha), couvrant 37 communes dont 14 dans l'Aude, 2 dans la Haute-Garonne, 3 dans l'Hérault et 18 dans le Tarn[17].

Carte des ZNIEFF de type 1 et 2 à Labécède-Lauragais.
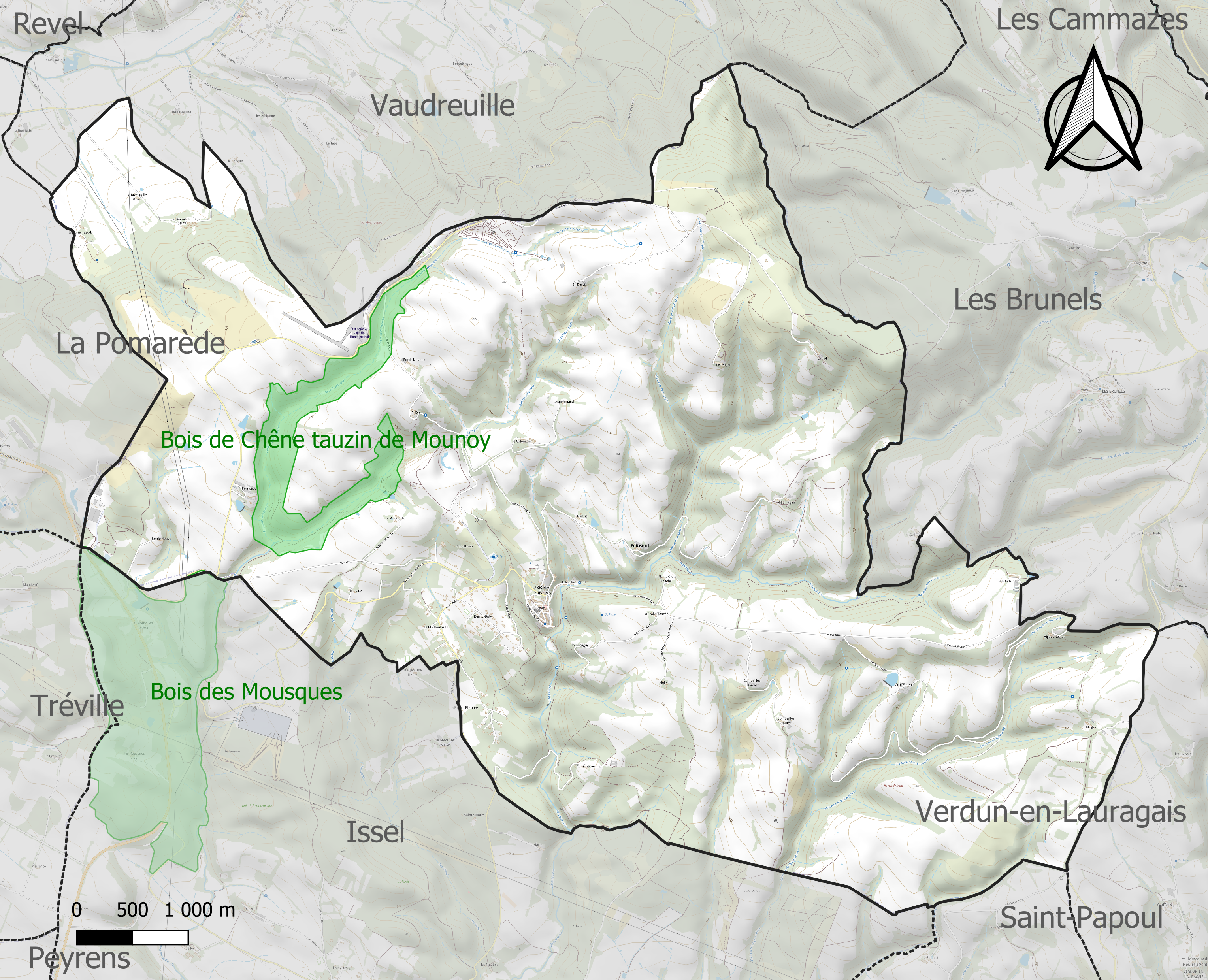
Carte des ZNIEFF de type 1 sur la commune.
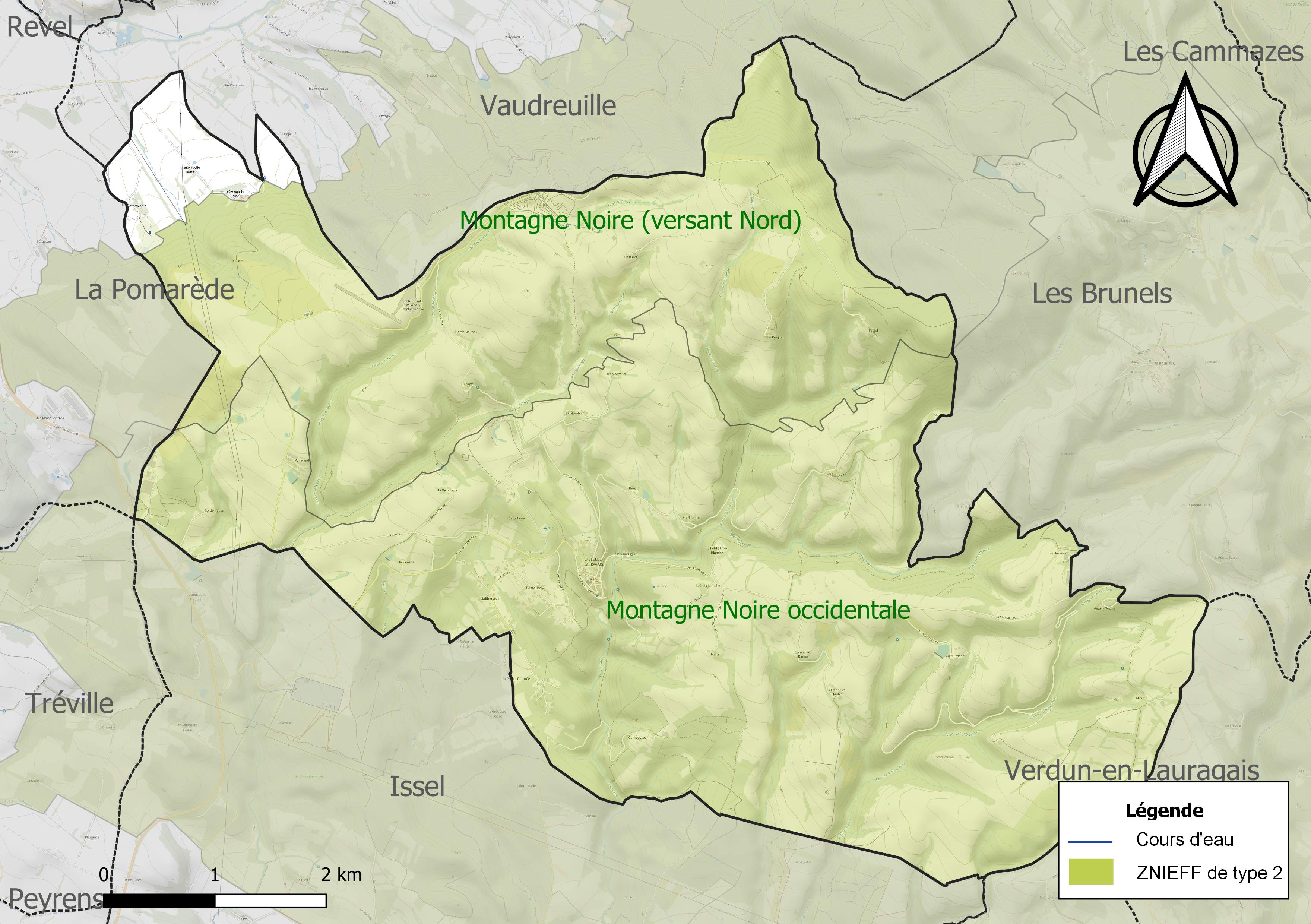
Carte des ZNIEFF de type 2 sur la commune.

## Urbanisme

### Typologie
Au 1er janvier 2024, Labécède-Lauragais est catégorisée commune rurale à habitat dispersé, selon la nouvelle grille communale de densité à 7 niveaux définie par l'Insee en 2022.
Elle est située hors unité urbaine. Par ailleurs la commune fait partie de l'aire d'attraction de Castelnaudary, dont elle est une commune de la couronne,. Cette aire, qui regroupe 34 communes, est catégorisée dans les aires de moins de 50 000 habitants,.

### Occupation des sols
L'occupation des sols de la commune, telle qu'elle ressort de la base de données européenne d’occupation biophysique des sols Corine Land Cover (CLC), est marquée par l'importance des territoires agricoles (57,9 % en 2018), en augmentation par rapport à 1990 (52,9 %). La répartition détaillée en 2018 est la suivante : forêts (38,7 %), prairies (37,1 %), zones agricoles hétérogènes (17,1 %), terres arables (3,7 %), mines, décharges et chantiers (2,1 %), milieux à végétation arbustive et/ou herbacée (1,3 %). L'évolution de l’occupation des sols de la commune et de ses infrastructures peut être observée sur les différentes représentations cartographiques du territoire : la carte de Cassini (XVIIIe siècle), la carte d'état-major (1820-1866) et les cartes ou photos aériennes de l'IGN pour la période actuelle (1950 à aujourd'hui).

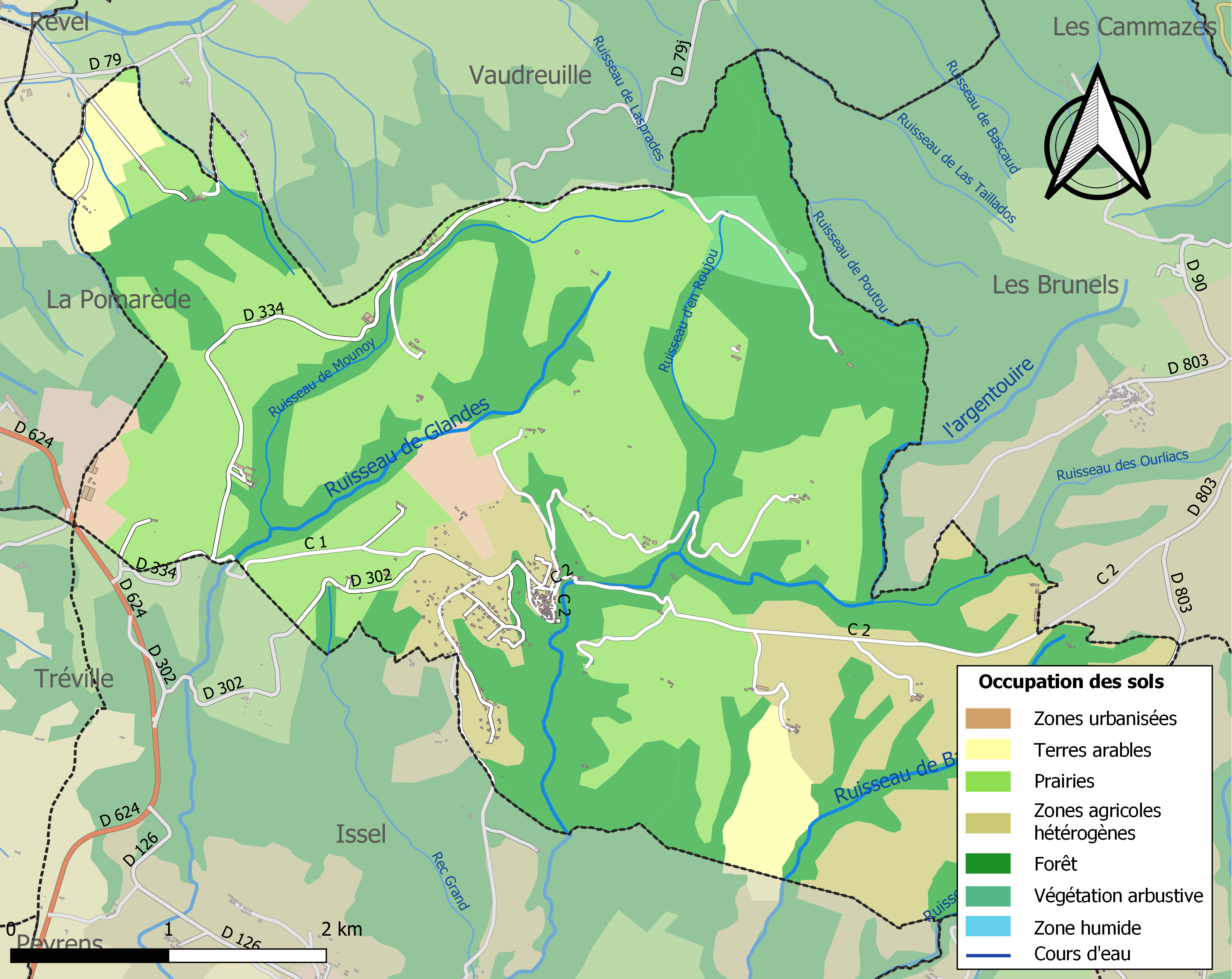
Carte des infrastructures et de l'occupation des sols de la commune en 2018 (CLC).

### Risques majeurs
Le territoire de la commune de Labécède-Lauragais est vulnérable à différents aléas naturels : météorologiques (tempête, orage, neige, grand froid, canicule ou sécheresse), feux de forêts et séisme (sismicité très faible). Il est également exposé à un risque particulier : le risque de radon. Un site publié par le BRGM permet d'évaluer simplement et rapidement les risques d'un bien localisé soit par son adresse soit par le numéro de sa parcelle.

#### Risques naturels

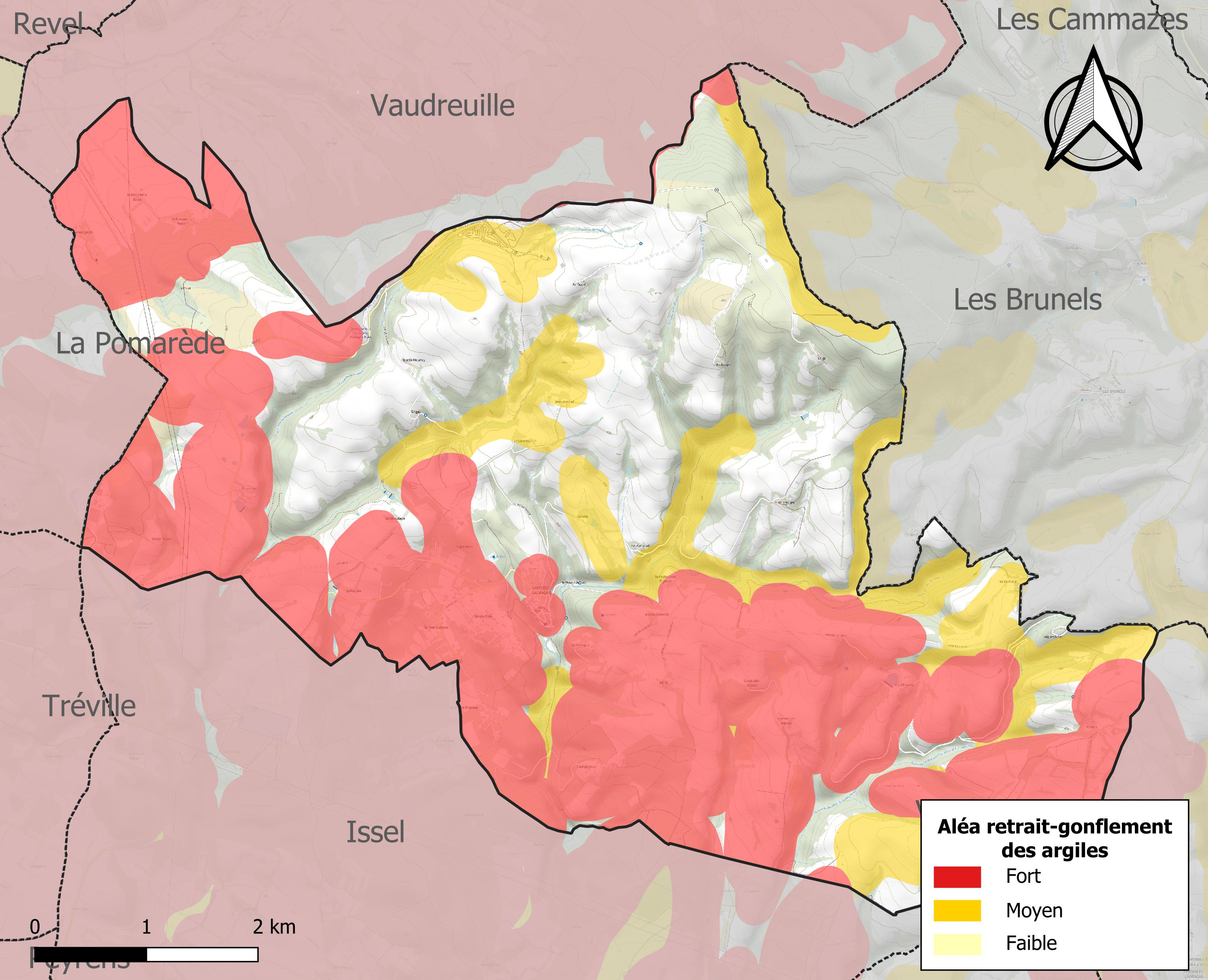
Carte des zones d'aléa retrait-gonflement des sols argileux de Labécède-Lauragais.

Le retrait-gonflement des sols argileux est susceptible d'engendrer des dommages importants aux bâtiments en cas d’alternance de périodes de sécheresse et de pluie. 61,8 % de la superficie communale est en aléa moyen ou fort (75,2 % au niveau départemental et 48,5 % au niveau national). Sur les 255 bâtiments dénombrés sur la commune en 2019, 230 sont en aléa moyen ou fort, soit 90 %, à comparer aux 94 % au niveau départemental et 54 % au niveau national. Une cartographie de l'exposition du territoire national au retrait gonflement des sols argileux est disponible sur le site du BRGM,.

#### Risque particulier
Dans plusieurs parties du territoire national, le radon, accumulé dans certains logements ou autres locaux, peut constituer une source significative d’exposition de la population aux rayonnements ionisants. Certaines communes du département sont concernées par le risque radon à un niveau plus ou moins élevé. Selon la classification de 2018, la commune de Labécède-Lauragais est classée en zone 3, à savoir zone à potentiel radon significatif.

## Histoire

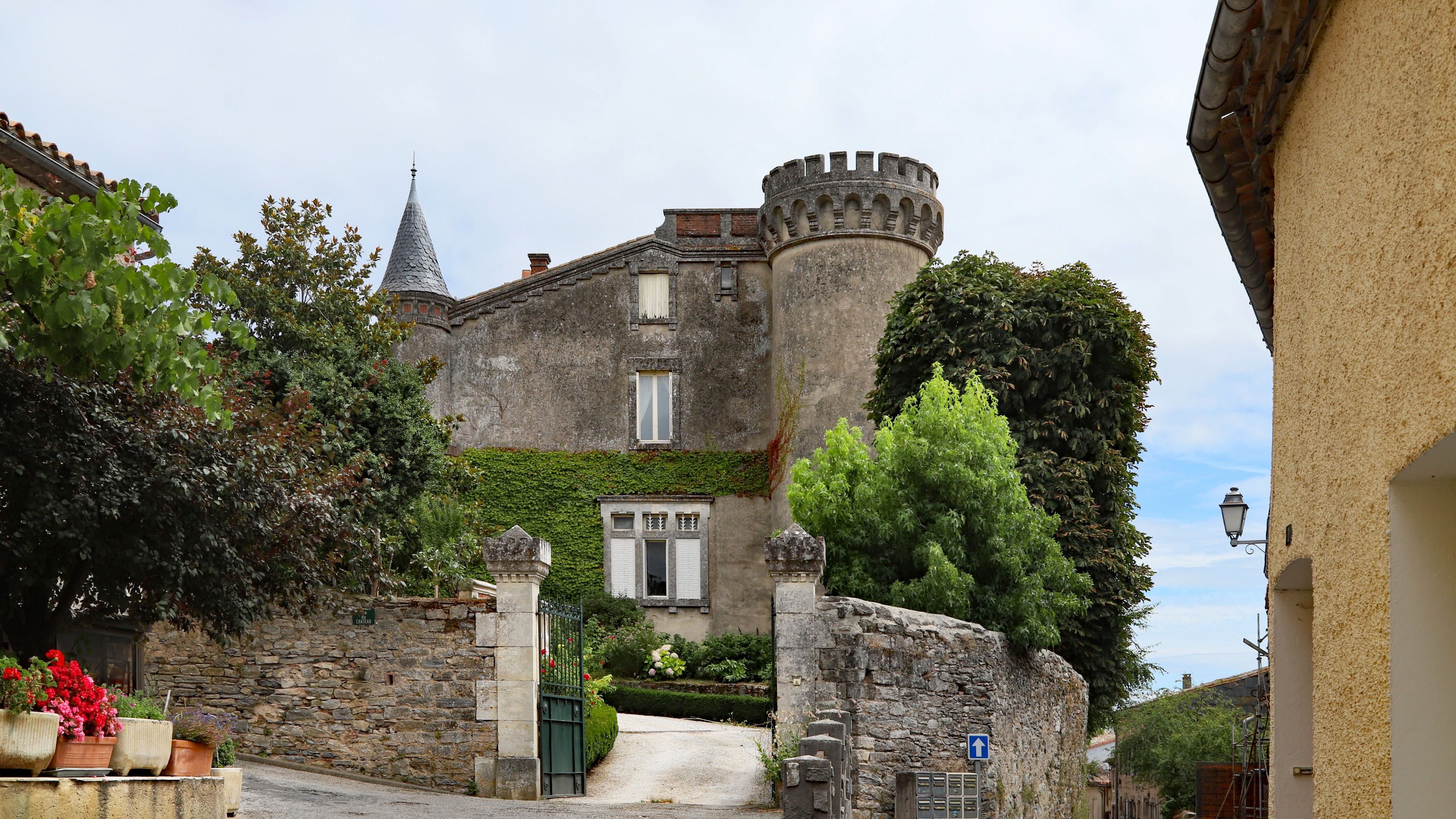
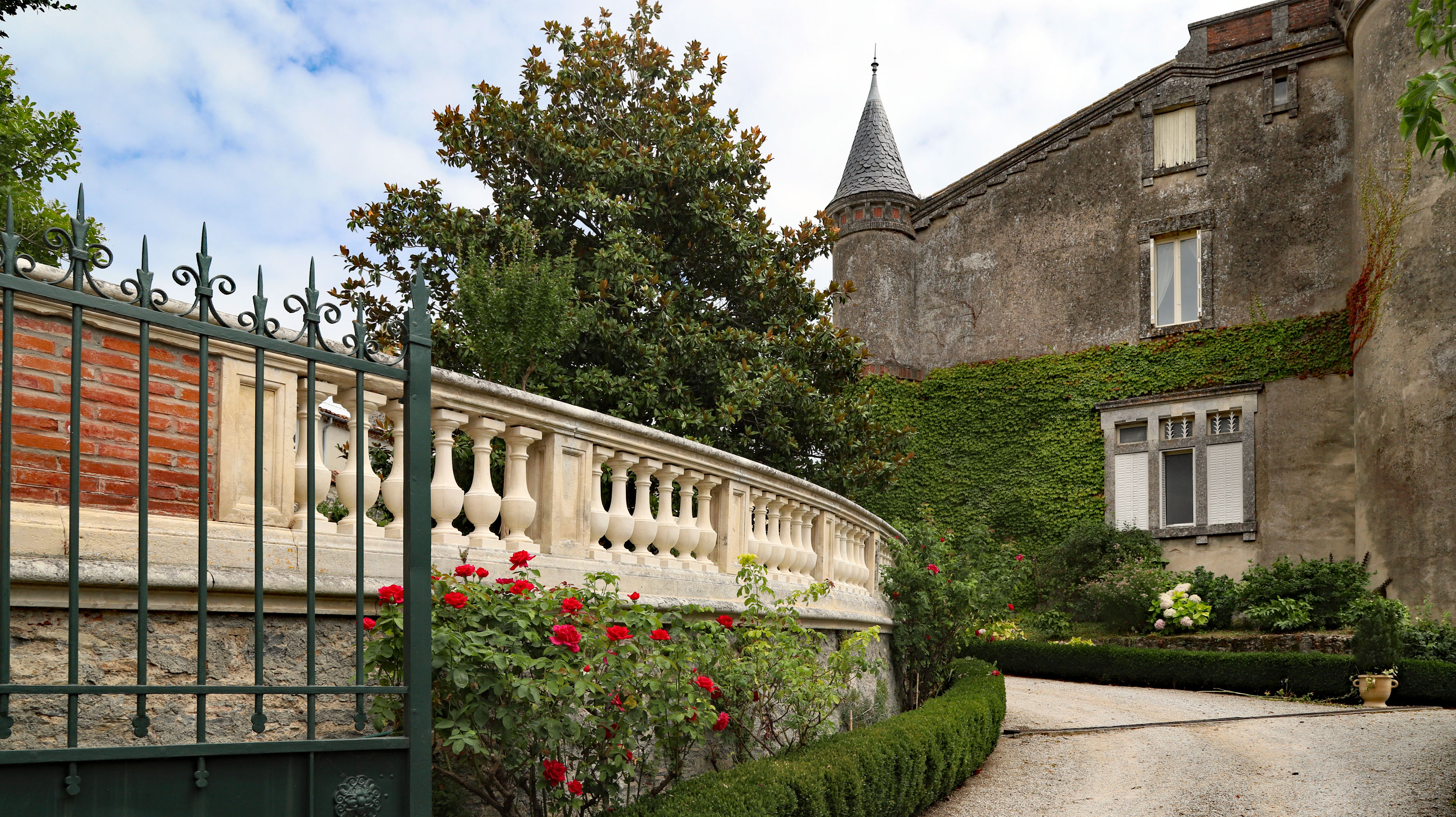
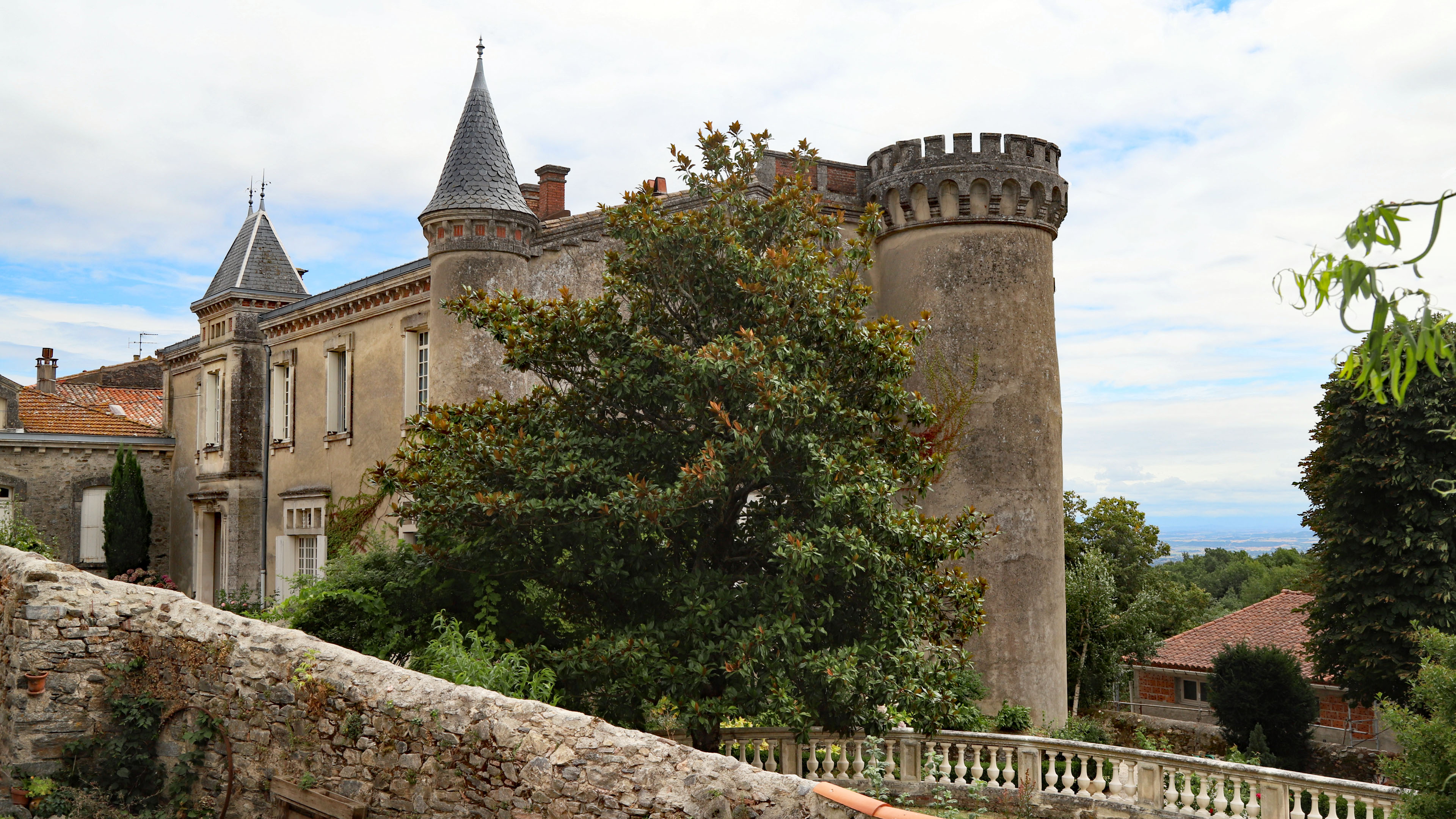

## Politique et administration

### Liste des maires
| Période                                  | Période  | Identité                | Étiquette | Qualité |
| ---------------------------------------- | -------- | ----------------------- | --------- | ------- |
| avant 1988                               | ?        | Henri Habigand          | PS        |         |
| mars 2001                                | 2014     | Jean Vialade            |           |         |
| 2014                                     | 2015     | Patrick Chesnay         |           |         |
| 2015                                     | 2020     | Michel Vandercamère     |           |         |
| 2020                                     | En cours | Jean-François Pouzadoux |           |         |
| Les données manquantes sont à compléter. |          |                         |           |         |

## Démographie
| 1793 | 1800  | 1806 | 1821  | 1831  | 1836  | 1841  | 1846  | 1851  |
| ---- | ----- | ---- | ----- | ----- | ----- | ----- | ----- | ----- |
| 990  | 1 031 | 992  | 1 057 | 1 144 | 1 167 | 1 205 | 1 173 | 1 200 |

| 1856  | 1861  | 1866  | 1872  | 1876  | 1881  | 1886 | 1891 | 1896 |
| ----- | ----- | ----- | ----- | ----- | ----- | ---- | ---- | ---- |
| 1 155 | 1 145 | 1 111 | 1 086 | 1 053 | 1 002 | 946  | 917  | 855  |

| 1901 | 1906 | 1911 | 1921 | 1926 | 1931 | 1936 | 1946 | 1954 |
| ---- | ---- | ---- | ---- | ---- | ---- | ---- | ---- | ---- |
| 804  | 801  | 504  | 399  | 360  | 357  | 384  | 325  | 300  |

| 1962 | 1968 | 1975 | 1982 | 1990 | 1999 | 2006 | 2011 | 2016 |
| ---- | ---- | ---- | ---- | ---- | ---- | ---- | ---- | ---- |
| 258  | 231  | 234  | 279  | 317  | 331  | 372  | 414  | 417  |

| 2021 | 2022 | - | - | - | - | - | - | - |
| ---- | ---- | - | - | - | - | - | - | - |
| 412  | 419  | - | - | - | - | - | - | - |

## Économie

### Revenus
En 2018  (données INSEE publiées en septembre 2021), la commune compte 185 ménages fiscaux, regroupant 388 personnes. La médiane du revenu disponible par unité de consommation est de 20 180 € (19 240 € dans le département).

### Emploi
| Division       | 2008   | 2013   | 2018   |
| -------------- | ------ | ------ | ------ |
| Commune        | 10,8 % | 7,1 %  | 16,1 % |
| Département    | 10,2 % | 12,8 % | 12,6 % |
| France entière | 8,3 %  | 10 %   | 10 %   |

En 2018, la population âgée de 15 à 64 ans s'élève à 223 personnes, parmi lesquelles on compte 77,7 % d'actifs (61,7 % ayant un emploi et 16,1 % de chômeurs) et 22,3 % d'inactifs,. Depuis 2008, le taux de chômage communal (au sens du recensement) des 15-64 ans est supérieur à celui de la France et du département.
La commune fait partie de la couronne de l'aire d'attraction de Castelnaudary, du fait qu'au moins 15 % des actifs travaillent dans le pôle,. Elle compte 45 emplois en 2018, contre 53 en 2013 et 39 en 2008. Le nombre d'actifs ayant un emploi résidant dans la commune est de 141, soit un indicateur de concentration d'emploi de 32,1 % et un taux d'activité parmi les 15 ans ou plus de 52,9 %.
Sur ces 141 actifs de 15 ans ou plus ayant un emploi, 34 travaillent dans la commune, soit 24 % des habitants. Pour se rendre au travail, 80,8 % des habitants utilisent un véhicule personnel ou de fonction à quatre roues, 0,7 % les transports en commun, 4,2 % s'y rendent en deux-roues, à vélo ou à pied et 14,3 % n'ont pas besoin de transport (travail au domicile).

### Activités hors agriculture
32 établissements sont implantés  à Labécède-Lauragais au 31 décembre 2019. Le tableau ci-dessous en détaille le nombre par secteur d'activité et compare les ratios avec ceux du département,.
| Secteur d'activité                                                                                        | Commune | Commune | Département |
| Secteur d'activité                                                                                        | Nombre  | %       | %           |
| --- | ------- | ------- | ----------- |
| Ensemble                                                                                                  | 32      |         |             |
| Industrie manufacturière, industries extractives et autres                                                | 11      | 34,4 %  | (8,8 %)     |
| Construction                                                                                              | 5       | 15,6 %  | (14 %)      |
| Commerce de gros et de détail, transports, hébergement et restauration                                    | 7       | 21,9 %  | (32,3 %)    |
| Activités spécialisées, scientifiques et techniques et activités de services administratifs et de soutien | 5       | 15,6 %  | (13,3 %)    |
| Administration publique, enseignement, santé humaine et action sociale                                    | 3       | 9,4 %   | (13,2 %)    |
| Autres activités de services                                                                              | 1       | 3,1 %   | (8,8 %)     |

Le secteur de l'industrie manufacturière, des industries extractives et autres est prépondérant sur la commune puisqu'il représente 34,4 % du nombre total d'établissements de la commune (11 sur les 32 entreprises implantées  à Labécède-Lauragais), contre 8,8 % au niveau départemental.

### Agriculture
La commune fait partie de la petite région agricole dénommée « Lauragais ». En 2020, l'orientation technico-économique de l'agriculture  sur la commune est l'élevage d'ovins ou de caprins.
|               | 1988  | 2000 | 2010 | 2020 |
| ------------- | ----- | ---- | ---- | ---- |
| Exploitations | 22    | 14   | 17   | 16   |
| SAU (ha)      | 1 227 | 1205 | 1284 | 1160 |

Le nombre d'exploitations agricoles en activité et ayant leur siège dans la commune est passé de 22 lors du recensement agricole de 1988  à 14 en 2000 puis à 17 en 2010 et enfin à 16 en 2020, soit une baisse de 27 % en 32 ans. Le même mouvement est observé à l'échelle du département qui a perdu pendant cette période 60 % de ses exploitations,. La surface agricole utilisée sur la commune a quant à elle augmenté, passant de 1 227 ha en 1988 à 1 160 ha en 2020. Parallèlement la surface agricole utilisée moyenne par exploitation a augmenté, passant de 56 à 73 ha.

## Culture locale et patrimoine

### Lieux et monuments
- Aérodrome de la Montagne Noire.
- Église de la Nativité-de-Notre-Dame de Labécède-Lauragais.
- Musée des métiers et coutumes d’antan de Labécède-Lauragais

### Personnalités liées à la commune
- Olivier de Termes qui, pour le comte de Toulouse, a défendu le village de Labécède-Lauragais assiégé par l'armée du roi de France en 1227.

### Héraldique
| Labécède-Lauragais | Son blasonnement est : D'azur à un triangle d'or. |